# بورلی نایت
بورلی نایت (انگلیسی: Beverley Knight؛ زادهٔ ۲۲ مارس ۱۹۷۳) خواننده، ترانه‌سرا، هنرپیشه و شخصیت رادیویی اهل بریتانیا است.
نایت از سال ۱۹۹۵ و با انتشار آلبوم بی-فانک فعالیت حرفه‌ایش را آغاز کرد. او که در خوانندگی عمیقاً از نمادهای موسیقی سول هم‌چون سم کوک و آریتا فرانکلین تأثیر گرفته تا به امروز هشت آلبوم استودیویی منتشر کرده‌است.